# Музей Т. Г. Шевченко (Торонто)
Музей Т. Г. Шевченко (англ. Taras H. Shevchenko Museum) - единственный музей, посвященный жизни и творчеству Тараса Шевченко, который расположен на американском континенте. Основан в 1952 году в северном Оквилле, и возрожденный в 1995 году в Торонто.

## История
Музей был основан в 1952 году в северном Оквилле по инициативе ТОУК. В 1988 году музей сгорел. В сентябре 1995 года, спустя 8 лет после пожара, музей был заново открыт в городе Торонто. Музей состоит из 5 комнат: три - на первом этаже, а также библиотеки и художественной галерея на втором.
В музее собрано немало артефактов, связанных с жизнью Тараса Шевченко. Здесь представлен сборник украинского декоративного искусства, экспозиция о жизни украинских эмигрантов в Канаде и книжная "Шевченкиана": редкие и факсимильные издания Шевченко, многочисленные переводы преимущественно на английском языке, научная литература. Веб-страница музея была первой страницей в интернете, посвященной Тарасу Шевченко.